# Celosia digyna
Celosia digyna är en amarantväxtart som beskrevs av Karl Suessenguth. Celosia digyna ingår i släktet celosior, och familjen amarantväxter.

## Underarter
Arten delas in i följande underarter:
- C. d. cordata
- C. d. fusca